# Јасеновце
Јасеновце (слч. Jasenovce) насељено је мјесто са административним статусом сеоске општине (слч. obec) у округу Вранов на Топлој, у Прешовском крају, Словачка Република.

## Становништво
| Година:    | 1994. | 2004.    | 2014.   | 2024.   |
| ---------- | ----- | -------- | ------- | ------- |
| Број људи: | 194   | 229      | 232     | 216     |
| Разлика:   |       | +18,04 % | +1,31 % | -6,89 % |

| Година:    | 2023. | 2024.   |
| ---------- | ----- | ------- |
| Број људи: | 210   | 216     |
| Разлика:   |       | +2,85 % |

Према подацима о броју становника из 2024. године насеље је имало 216 становника.